# Клей Тауншип (округ Ланкастер, Пенсільванія)
Клей Тауншип (англ. Clay Township) — селище (англ. township) в США, в окрузі Ланкастер штату Пенсільванія. Населення — 6857 осіб (2020).

## Демографія
Згідно з переписом 2010 року, у селищі мешкало 6308 осіб у 2223 домогосподарствах у складі 1790 родин. Було 2299 помешкань
Расовий склад населення:
| - 95,6 % — білих - 1,6 % — азіатів - 0,5 % — чорних або афроамериканців - 0,2 % — корінних американців |

До двох чи більше рас належало 1,2 %. Частка іспаномовних становила 2,4 % від усіх жителів.
За віковим діапазоном населення розподілялося таким чином: 26,6 % — особи молодші 18 років, 58,7 % — особи у віці 18—64 років, 14,7 % — особи у віці 65 років та старші. Медіана віку мешканця становила 39,9 року. На 100 осіб жіночої статі у селищі припадало 100,8 чоловіків;  на 100 жінок у віці від 18 років та старших — 96,8 чоловіків також старших 18 років.
Середній дохід на одне домашнє господарство  становив 86 020 доларів США (медіана — 62 263), а середній дохід на одну сім'ю — 94 658 доларів (медіана — 67 111). Медіана доходів становила 51 004 долари для чоловіків та 32 768 доларів для жінок. За межею бідності перебувало 11,2 % осіб, у тому числі 22,2 % дітей у віці до 18 років та 4,0 % осіб у віці 65 років та старших.
Цивільне працевлаштоване населення становило 3004 особи. Основні галузі зайнятості: виробництво — 17,3 %, освіта, охорона здоров'я та соціальна допомога — 17,0 %, роздрібна торгівля — 13,9 %, будівництво — 11,9 %.